# Едвулф (Вірджинія)
Едвулф (англ. Adwolf) — переписна місцевість (CDP) в США, в окрузі Сміт штату Вірджинія. Населення — 1658 осіб (2020).

## Географія
Едвулф розташований за координатами 36°47′49″ пн. ш. 81°35′16″ зх. д. / 36.79694° пн. ш. 81.58778° зх. д. (36.796900, -81.587855).  За даними Бюро перепису населення США в 2010 році переписна місцевість мала площу 22,01 км², з яких 21,98 км² — суходіл та 0,03 км² — водойми.

## Демографія
Згідно з переписом 2010 року, у переписній місцевості мешкало 1530 осіб у 629 домогосподарствах у складі 467 родин. Густота населення становила 70 осіб/км².  Було 677 помешкань (31/км²).
Расовий склад населення:
| - 96,8 % — білих - 1,1 % — чорних або афроамериканців - 0,3 % — азіатів - 0,1 % — корінних американців - 1,4 % — осіб інших рас |

До двох чи більше рас належало 0,4 %. Частка іспаномовних становила 2,0 % від усіх жителів.
За віковим діапазоном населення розподілялося таким чином: 19,5 % — особи молодші 18 років, 63,6 % — особи у віці 18—64 років, 16,9 % — особи у віці 65 років та старші. Медіана віку мешканця становила 44,5 року. На 100 осіб жіночої статі у переписній місцевості припадало 96,4 чоловіків;  на 100 жінок у віці від 18 років та старших — 96,5 чоловіків також старших 18 років.
Середній дохід на одне домашнє господарство  становив 54 519 доларів США (медіана — 50 391), а середній дохід на одну сім'ю — 63 236 доларів (медіана — 54 777). Медіана доходів становила 37 434 долари для чоловіків та 24 659 доларів для жінок. За межею бідності перебувало 12,4 % осіб, у тому числі 0,0 % дітей у віці до 18 років та 8,6 % осіб у віці 65 років та старших.
Цивільне працевлаштоване населення становило 716 осіб. Основні галузі зайнятості: освіта, охорона здоров'я та соціальна допомога — 21,9 %, виробництво — 17,2 %, публічна адміністрація — 16,1 %, роздрібна торгівля — 15,5 %.